# Ophraea maculicollis
Ophraea maculicollis es una especie de insecto coleóptero de la familia Chrysomelidae.
Fue descrita científicamente en 1953 por Blake.